# UGC 3378
UGC 3378 – galaktyka eliptyczna położona w gwiazdozbiorze Żyrafy. W 2010 odkryto w niej supernową SN 2010lt.